# Manandonita
La manandonita és un mineral de la classe dels fil·losilicats, i dins d'aquesta pertany a l'anomenat "grup de la serpentina". Va ser descoberta l'any 1912 a la vall del riu Manandona, a la província d'Antananarivo (Madagascar), sent nomenada pel lloc on es va trobar.

## Característiques químiques
Químicament és un fil·losilicat de liti, amb el sílice substituïda en part per alumini i borat donant un complex alumini-borat-silicat. L'estructura en làmina de fil·losilicat té la proporció atòmica per ser d'anells de 6 tetraedres de sílice, encara que sembla que està disposada en capes alternes d'anells de 4 i 8 tetraedres.
És l'anàleg amb liti i bor del mineral amesita Mg₂Al(SiAl)O₅(OH)₄), un altre dels del grup de la caolinita-serpentina.
A més dels elements de la seva fórmula, sol portar com a impureses: manganès, magnesi, sodi, calci, potassi i aigua.

## Formació i jaciments
Es va trobar per primera vegada a Madagascar en una roca pegmatita complexa amb quars, microclina i turmalina, incloses en dolomites. Apareix com a secundari en cavitats que s'obren en aquestes pegmatites per corrosió.
Sol trobar-se associat a altres minerals com: elbaïta, quars, microclina o albita.